# Nemeș
Noțiunea de „nemeș” este definită în Dicționarul explicativ al limbii române ca fiind denumirea dată în Transilvania, în Evul Mediu, nobililor mici și mijlocii, dar și denumirea dată în Moldova, în aceeași perioadă istorică, stăpânilor de pământ fără titluri nobiliare, boieriți de domn.
Pe de altă parte, „nemeșii” se referă la nobilimea maghiară.